# Johann Baptist Schott
Johann Baptist Schott (Schönau, 13 gennaio 1853 – Stockdorf, 14 luglio 1913) è stato un architetto tedesco.

## Biografia
Figlio unico di un commerciante, s'iscrisse nel 1872 alla facoltà di architettura del Politecnico di Monaco di Baviera. Dal 1880 stabilì la sua residenza a Monaco di Baviera e nel 1896 sposò Anna Rucker.
I suoi primi lavori iniziarono nel 1879. Nel 1886 fondò a Monaco a suo nome la Spezial-Architektur-Büro für kirchliche Kunst (Scuola speciale di arte religiosa). Il baricentro della sua attività stette, fino al 1896, esclusivamente nella diocesi di Passavia, nella quale assunse una posizione predominante e dove venne chiamato a collaborare a numerosi progetti di edifici di culto. Egli realizzò inoltre nuove chiese nella diocesi di Ratisbona, in quella di Monaco e Frisinga. Schott dominava l'intera gamma dell'architettura revivalista: ad esempio costruì in stile neogotico la Chiesa parrocchiale di San Nicola a Zwiesel ed in stile neobarocco la Basilica di Sant'Anna ad Altötting. 
Oltre alle chiese egli progettò canoniche, cimiteri, il Seminario giovanile di Passavia e numerose scuole. Poco prima del suo decesso, il principe Leopoldo gli conferì la dignità nobiliare. 
Il numero totale dei suoi lavori di progettazione, esecuzione e ristrutturazione, sia di edifici religiosi che civili, ammonta a 170 in 145 diverse località.

## Opere

### Principali progetti e lavori
- Chiesa parrocchiale di  Sant'Andrea a Wurmannsquick (1878–1881)
- Chiesa parrocchiale del Cuore di Gesù  ad Haus im Wald (1885–1986)
- Scuola femminile a Zwiesel (1889)
- Chiesa parrocchiale di  Santo Stefano a Schönau (1890–1991)
- Chiesa parrocchiale di San Nicola a Zwiesel (1891–1996)
- Chiesa parrocchiale di San Giuseppe ad Alkofen (1891–1993)
- Chiesa parrocchiale dell'Assunta a Ortenburg (1892–1994)
- Chiesa parrocchiale del Sacro Cuore a Ludwigsthal (1893/1894)
- Transetto della Chiesa parrocchiale dell'Assunta a Kastl (1896)
- Chiesa parrocchiale di Santo Stefano a Pleinting (1897–1900)
- Chiesa parrocchiale di Santa Margherita a Teisnach (1898–1900)
- Chiesa parrocchiale di Sant'Anna a Neuschönau (1895–1903)
- Chiesa parrocchiale di San Vito a Willing (1899)
- Chiesa parrocchiale di Santa Maria Ausiliatrice a Hintereben (1899)
- Chiesa parrocchiale di San Giuseppe a Weiden in der Oberpfalz (1899–1900)
- Scuola giovanile a Deggendorf (1899–1900)
- Chiesa parrocchiale di San Giuseppe a Riggerding  (allora ancora Bradlberg) presso Schöllnach (1901–1904)
- Chiesa palatina a Neuhaus am Inn (1902/1903)
- Chiesa parrocchiale di San Corbiniano a Schwaig, comune di Oberding (1903–1905)
- Chiesa parrocchiale della Santa Croce a Kiefersfelden (1904–1906)
- Chiesa parrocchiale dei  Sette Dolori di Maria a Wildenranna (1904–1906)
- Chiesa del Nome di Maria a Neubäu (Inizio del XX secolo)
- Chiesa del Seminario di Santo Stefano a Passavia (1905)
- Chiesa parrocchiale di San Giorgio a Sünzhausen (1906–1908)
- Chiesa parrocchiale di San Giovanni Battista a Schweitenkirchen (1906–1909)
- Chiesa parrocchiale di San Giorgio a Obertraubling (1907–1908)
- Chiesa di San Giacomo a Oberhaindlfing (Wolfersdorf) (1908–1909)
- Chiesa parrocchiale di Sant'Antonio a Passavia (1908–1910)
- Chiesa parrocchiale della Mater dolorosa a Finsterau (1910–1912)
- Basilica di Sant'Anna ad Altötting (1910–1912)
- Chiesa di San Giuseppe a Obergessenbach (1912)

### Galleria d'immagini

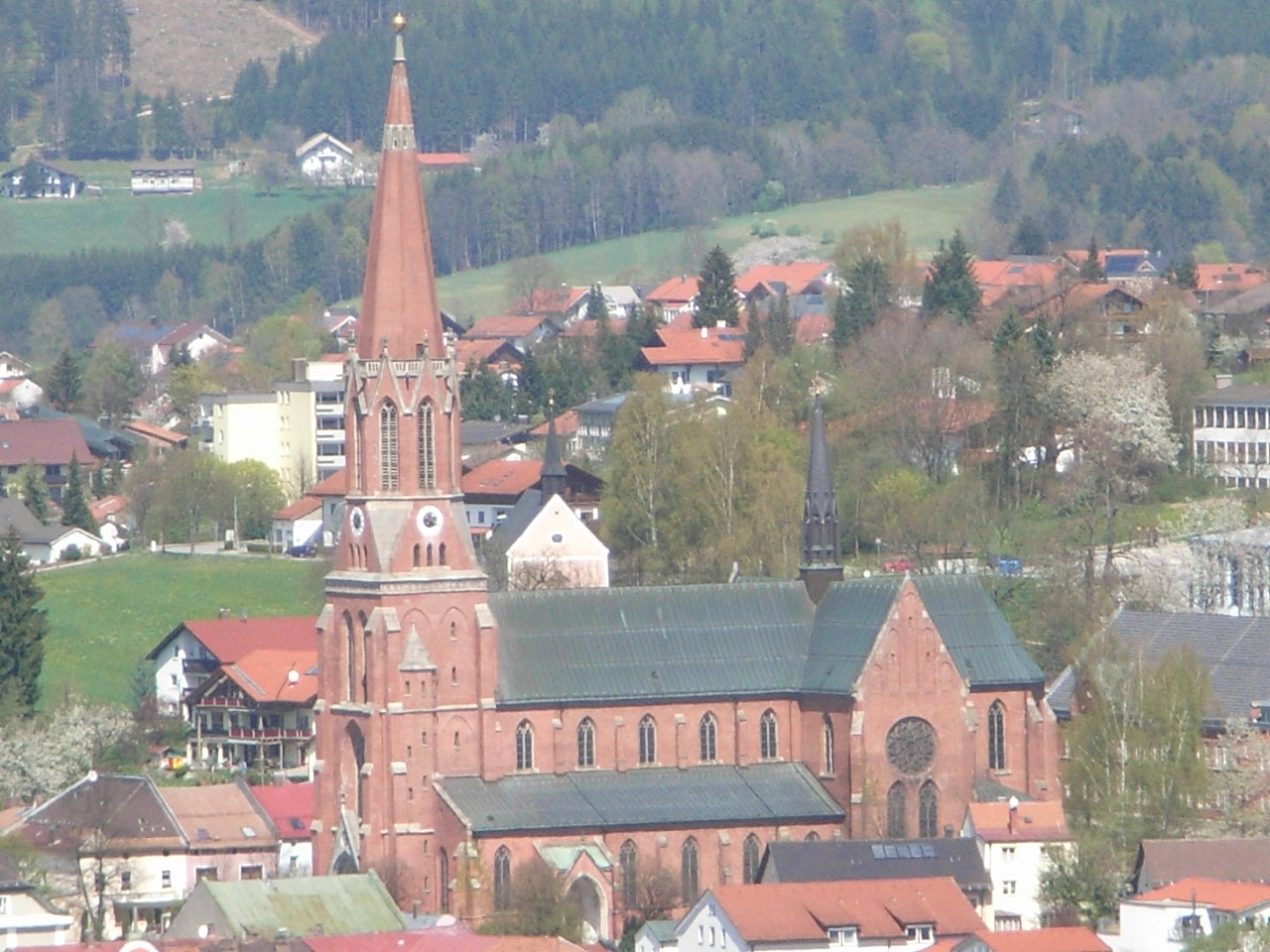
Chiesa parrocchiale di San Nicola a Zwiesel
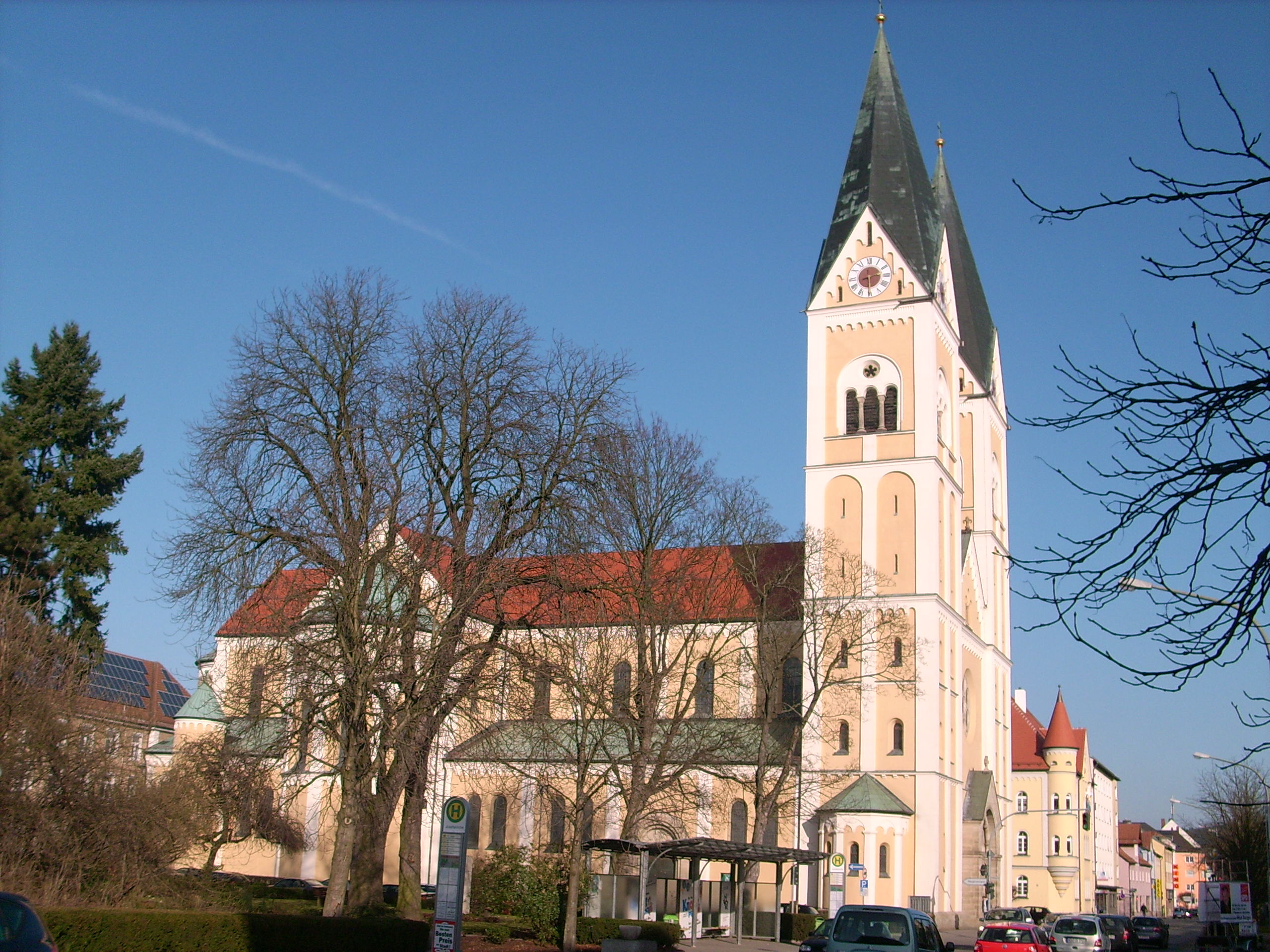
Chiesa parrocchiale di San Giuseppe a Weiden
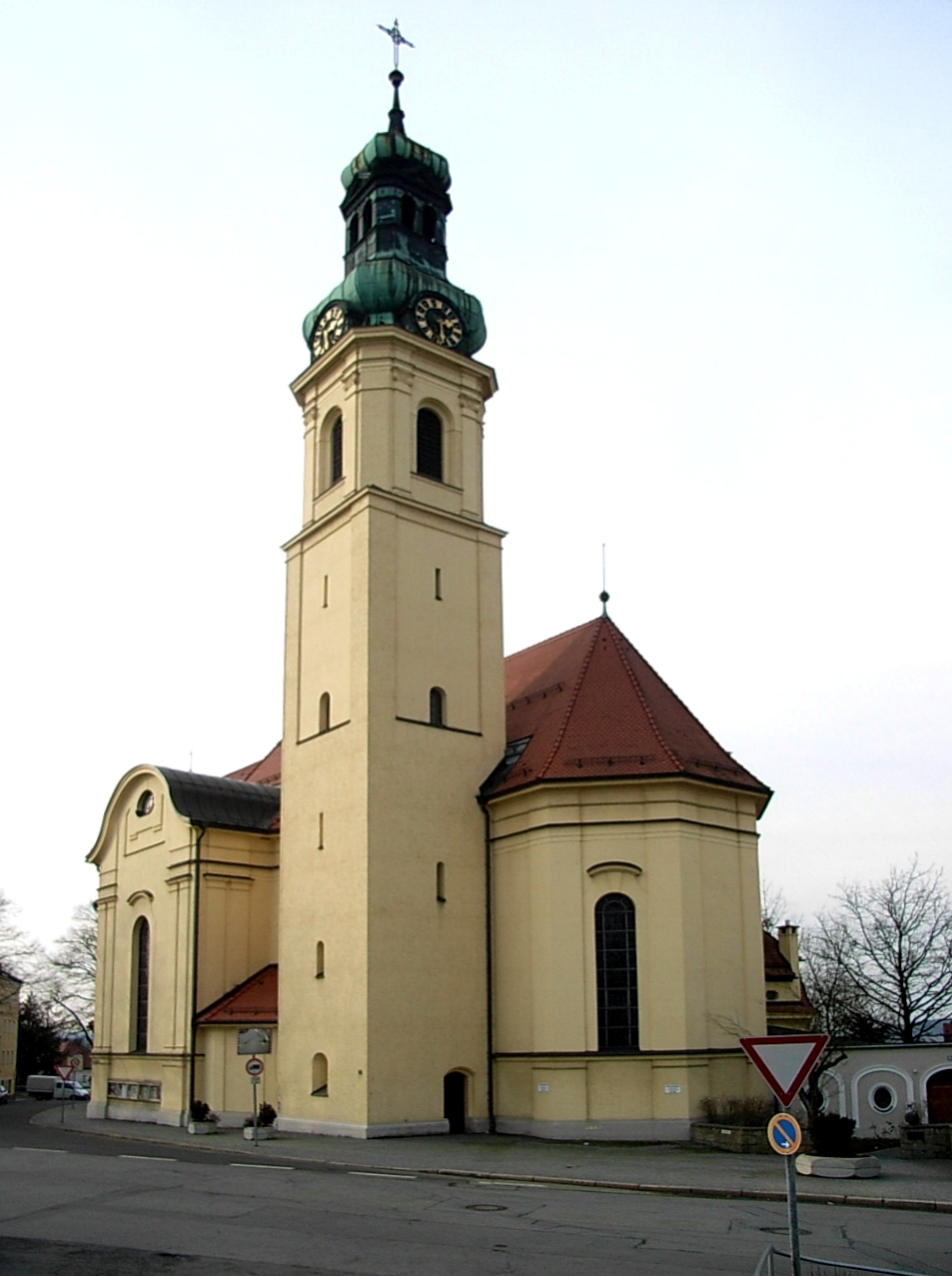
Chiesa parrocchiale di Sant'Antonio a Passavia
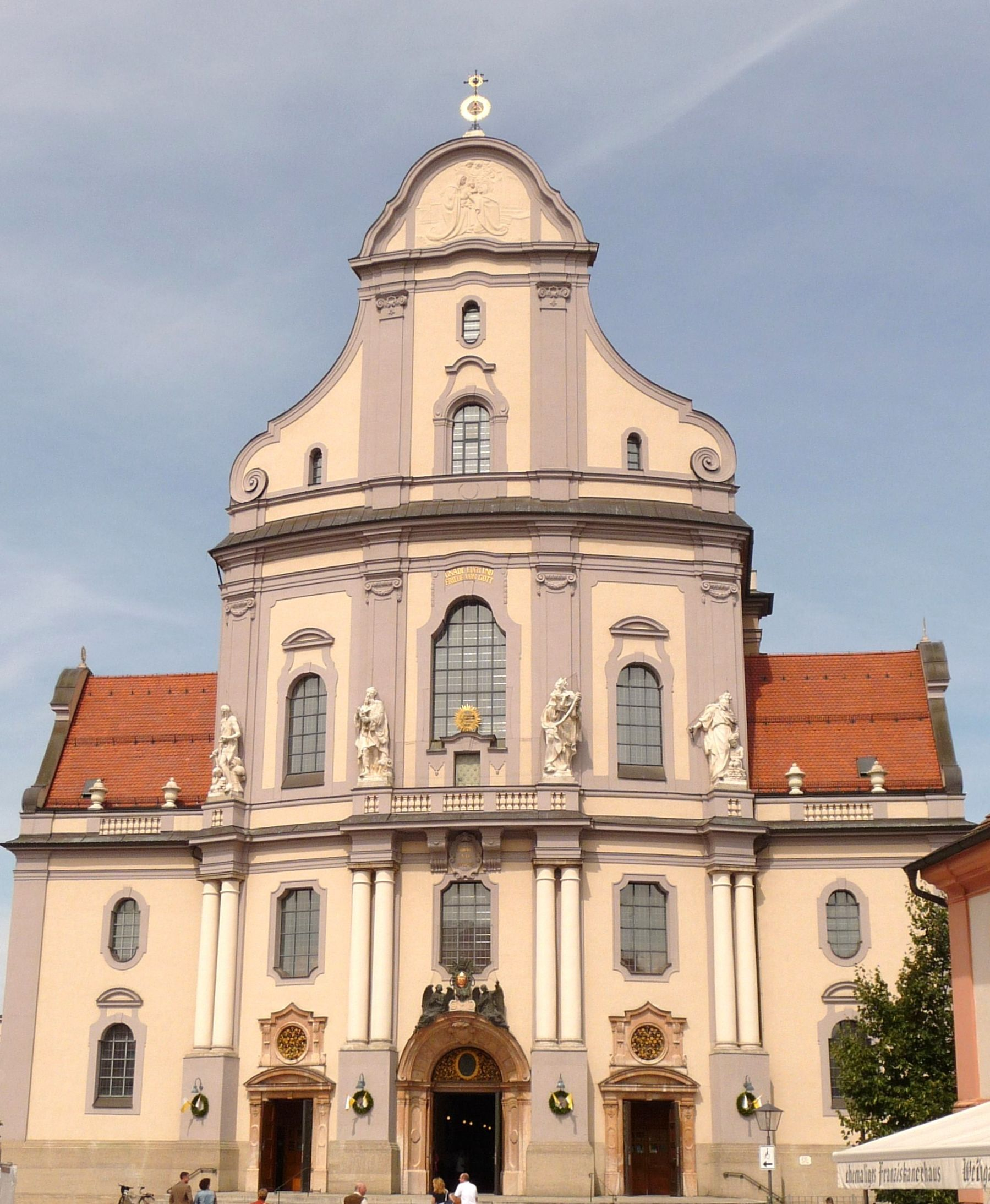
Basilica di Sant'Anna ad Altötting